# O Mentalista
The Mentalist (em português: O Mentalista) é  um seriado policial americano que estreou no dia 23 de setembro de 2008, e terminou no dia 18 de fevereiro de 2015, na CBS. Ele gira em torno de Patrick Jane (Simon Baker) que tem um talento especial: observar tudo nos seus detalhes. Com o seu enorme poder de dedução e observação, ele auxilia a Agência de Investigação da Califórnia a resolver os casos mais intrigantes.
A série foi exibida nos Estados Unidos pelo canal CBS e foi considerada a melhor estreia de 2008, com 15,6 milhões de telespectadores. Em Portugal a série estreou a 12 de Maio de 2009, em canal aberto na RTP2, e a sua estreia no cabo, foi no fim do verão de 2009 nos canais AXN e AXN HD. No Brasil a série foi exibida e estreada pelo canal a cabo Warner Channel e reprisada no canal aberto SBT. Atualmente, no Brasil, a série é reprisada no canal TNT Séries.

## Produção
A série utiliza muitas vezes locais fictícios para seus episódios. The Mentalist, como a maioria dos programas de televisão norte-americana, foi filmada em Los Angeles com algumas cenas ocasionais em Sacramento.
Em 15 de outubro de 2008 foi encomendada, pela CBS, uma temporada completa do show. Logo após, o seriado foi renovado para a 2ª, 3ª, 4ª, 5ª, 6ª e 7ª temporadas. A série teve seu último episódio exibido no dia 18/02/2015.

## Elenco e personagens
| Artista         | Personagem     | Temporada | Temporada | Temporada | Temporada | Temporada | Temporada  | Temporada    |
| Artista         | Personagem     | 1         | 2         | 3         | 4         | 5         | 6          | 7            |
| --------------- | -------------- | --------- | --------- | --------- | --------- | --------- | ---------- | ------------ |
| Simon Baker     | Patrick Jane   | Principal | Principal | Principal | Principal | Principal | Principal  | Principal    |
| Robin Tunney    | Teresa Lisbon  | Principal | Principal | Principal | Principal | Principal | Principal  | Principal    |
| Tim Kang        | Kimball Cho    | Principal | Principal | Principal | Principal | Principal | Principal  | Principal    |
| Owain Yeoman    | Wayne Rigsby   | Principal | Principal | Principal | Principal | Principal | Principal  | Participação |
| Amanda Righetti | Grace Van Pelt | Principal | Principal | Principal | Principal | Principal | Principal  | Participação |
| Rockmond Dunbar | Dennis Abbott  |           |           |           |           |           | Principal  | Principal    |
| Emily Swallow   | Kim Fischer    |           |           |           |           |           | Principal  |              |
| Joe Adler       | Jason Wylie    |           |           |           |           |           | Recorrente | Principal    |
| Josie Loren     | Michelle Vega  |           |           |           |           |           |            | Principal    |

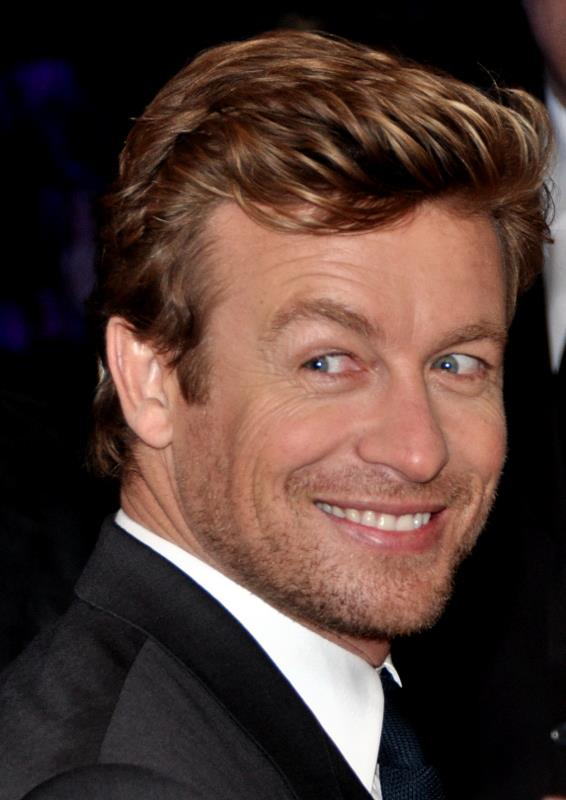
Lead actor Simon Baker in 2013

- Patrick Jane (Simon Baker) - O protagonista da série The Mentalist ganhava a vida como um vidente mas, depois do serial killer Red John ter assassinado a sua mulher e filha em retaliação por ter sido zombado por Jane num programa de TV, admite que era uma fraude. Agora Jane trabalha como consultor na CBI (California Bureau of Investigation). Apesar de um pouco excêntrico, ele é muito inteligente e perspicaz e ajuda a resolver os casos que estão sendo investigados. Essas características o fizeram ganhar a amizade de seus colegas, no entanto por ser fechado, arrogante e infantil, acaba os irritando por vezes. Outra característica relevante em Jane é o fato dele amar chá, aparecendo quase sempre com uma xícara em mãos. Ele também mostra um lado mais obscuro quando se trata de Red John: ao lidar com o assassino, o detetive assume uma personalidade mais vingativa, deixando claro até para os seus colegas de equipe o seu desejo de desforra.

- Teresa Lisbon (Robin Tunney) - Embora Patrick às vezes a irrite com o seu comportamento anormal e arrogante, ela o vê como um membro valioso para a equipe e vai apoiá-lo em algumas das suas teorias mais inusitadas. A sua mãe morreu num acidente de carro, no qual o outro motorista estava bêbado. Lisbon ficou cuidando dos seus três irmãos e do seu pai, que tornou-se alcoólatra após a morte da esposa. A sua equipe foi responsável pelo caso Red John, até ao agente Sam Bosco tornar-se o diretor do novo Serial Crimes Unit, que assumiu a responsabilidade pela captura de Red John. Ela e Sam Bosco - mentor de Lisbon, quando ela era um agente júnior - partilham um segredo obscuro, que foi revelado por Lisbon como alavanca contra Bosco no episódio "Black Gold e Red Blood".

- Kimball Cho (Tim Kang) - Muitas vezes retratado como mão direita de Jane, parece ser o mais próximo dele, muitas vezes pedindo ajuda para encontrar provas, apesar de ele não ficar irritado com o hábito de Jane de não lhe dizer tudo o que sabe sobre o caso. Cho tem um senso de humor seco. Provavelmente o mais prático e realista do grupo, ele é muitas vezes o único que vê os truques de Jane. Quando Jane diz à Van Pelt que ele estava movendo um palito com telecinese, Cho diz simplesmente: "Ele está soprando sobre ele." Ele esteve no reformatório antes de servir nas forças armadas e, em seguida, a adesão à CBI. Ele foi secretamente chamado "Ernie" pela equipe de Bosco, que também se refere à Rigsby como "Bert". Ele estava em um grupo chamado Avon Park Playboys antes de ser um policial.

- Grace Van Pelt (Amanda Righetti) - A mais nova membro da CBI, muitas vezes fazendo a pesquisa para outros membros. Ela tem uma profunda crença na religião e discute com Patrick toda vez que ele rejeita ou faz algo que ela considera como moralmente ou religiosamente inadequado. Van Pelt envolveu-se secretamente com Rigsby, depois de meses de relutância, devido à regulamentação que proíbe relações amorosas entre os agentes. Ela é muito rigorosa, organizada (Jane deduz durante a primeira temporada que isso acontece porque ela está escondendo algum trauma emocional profundo) e um pouco tensa, mas, em geral, é uma adição muito valiosa para a equipe. Van Pelt na quarta temporada declara todo o seu amor por Rigsby e ao mesmo tempo chora por não poder manter seu relacionamento por serem colegas de profissão.

- Wayne Rigsby (Owain Yeoman) - especialista em incêndios criminosos, ele desenvolve fortes sentimentos por Grace Van Pelt e tende a ser superprotetor com ela. Ele inicialmente não falava sobre eles, como o romance entre os agentes é contra os regulamentos, mas os dois aceitaram seus sentimentos e passaram a ver um ao outro secretamente. Ele é um bom amigo de Jane, no entanto, como os outros, muitas vezes é aborrecido por ele. Ele tem uma boa amizade com Cho. Seu pai pertencia a uma gangue de motociclistas, o que o levou a desenvolver aversão a esse tipo de grupo.

### Recorrentes
- Red John  - O antagonista invisível da série. Ele sempre se certifica de que sua marca registrada, o rosto sorridente desenhado com o sangue da vítima, seja a primeira coisa que se veja diante de uma vítima morta por ele. Depois que Jane zombou de Red John em um talk show, ele o retaliou matando a esposa e a filha de Jane. Embora apenas focado em três vezes durante a primeira temporada, ele é muito inteligente. Até o final da terceira temporada, ele era conhecido por seus cúmplices. No entanto, afirma Jane, Red John não tem parceiros, mas ferramentas. Os episódios em que Red John está envolvido tornaram-se mais e mais frequentes com a obsessão de Jane para capturá-lo e matá-lo.

- Virgil Minelli (Gregory Itzin) - Minelli foi o agente especial encarregado do CBI até o episódio da segunda temporada "His Red Right Hand", onde se aposentou da CBI, após os assassinatos de Sam Bosco e sua equipe no mesmo episódio.

- Sam Bosco (Terry Kinney) - Bosco foi um Agente Especial Sênior da CBI. Ele era o mentor de Lisbon, quando ela era uma agente júnior. Ele se tornou diretor da Serial Crimes Unit, que assumiu a responsabilidade pela captura de Red John. Ele tinha um ódio por Jane não ser um policial e Bosco acreditava que ele corrompeu o povo ao seu redor, bem como fechando em muitos casos. Ele também tinha sentimentos secretos por Teresa (que todo mundo além dela parecia notar), mesmo que sendo casado.

- Madeleine Hightower (Aunjanue Ellis)- Hightower é uma agente especial encarregada do CBI, uma vez que o episódio "The Red Box", onde Jane e o resto da equipe tornam-se hostis a ela (sobretudo Lisbon). Ela a maior parte do tempo é arrogante e descuidada com outras pessoas, devido ao fato de ter descoberto que Rigsby e Van Pelt estavam tendo um relacionamento, e após ter informado sobre o relacionamento a Lisbon, Jane salienta sobre Hightower e diz: "Ela é boa." Mas notavelmente, é arrogante. No episódio "Aingavite Baa", ela parece ter-se contra toda a equipe. Mais tarde, é acusada de ser cúmplice de Red John e se ve obrigada a fugir e se esconder, com a ajuda de Jane (que jamais suspeitou dela realmente).

- Agente Especial(Supervisor) J.J. LaRoche (Pruitt Taylor Vince)- É o chefe de Assuntos Internos da CBI. Sua primeira aparição acontece no episódio Vermelho de Alegria, da 3ª temporada, onde é nomeado chefe da Unidade de Padrões Profissionais da CBI. É encarregado de investigar o assassinato de um membro da rede de Red John, o "matador de policiais" Todd Johnson, enquanto estava sob custódia na CBI. No episódio Corrente Sanguinea, LaRoche é encarregado de assumir as funções de Hightower como supervisor da equipe e chefe de Jane. No episódio Pequeno Livro Vermelho, LaRoche encerra suas atividades como supervisor na série.

- Rosalind Harker (Alicia Witt) - Rosalind é uma cega e solitária mulher (Patrick Jane a descreve como uma "alma solitária"), que teve uma relação amorosa com Red John, que se auto-dominou "Roy Tagliaferro". De acordo com ela, o carro dele havia quebrado perto perto de sua casa, em uma pequena província de San Angelo e eles acabaram passando os próximos meses em um relacionamento. Red John gosta de ouvi-la tocando piano, especialmente Bach. Ele a deixou sem dizer adeus, embora tenha desenhado uma de suas marcas, a cara sorridente, na parede da casa (que ela não conseguiu ver, por causa de sua cegueira). Estando atrás de Red John, Patrick e Lisbon a encontram e conseguem uma descrição do assassino em série.

## Resumo da série
| Temporadas | Temporadas | Episódios | Início                 | Final                   | Lançamento em DVD      | Lançamento em DVD     | Lançamento em DVD      |
| Temporadas | Temporadas | Episódios | Início                 | Final                   | Região 1               | Região 2              | Região 4               |
| ---------- | ---------- | --------- | ---------------------- | ----------------------- | ---------------------- | --------------------- | ---------------------- |
|            | 1          | 23        | 23 de setembro de 2008 | 19 de maio de 2009      | 22 de setembro de 2009 | 8 de março de 2010    | 23 de setembro de 2009 |
|            | 2          | 23        | 24 de setembro de 2009 | 20 de maio de 2010      | 21 de setembro de 2010 | 8 de novembro de 2010 | 10 de novembro de 2010 |
|            | 3          | 24        | 23 de setembro de 2010 | 19 de maio de 2011      | 20 de setembro de 2011 | 10 de outubro de 2011 | 26 de outubro de 2011  |
|            | 4          | 24        | 22 de setembro de 2011 | 17 de maio de 2012      | 18 de setembro de 2012 | 8 de outubro de 2012  | 31 de outubro de 2012  |
|            | 5          | 22        | 30 de setembro de 2012 | 5 de maio de 2013       | 17 de setembro de 2013 | 14 de outubro de 2013 | 16 de outubro de 2013  |
|            | 6          | 22        | 29 de setembro de 2013 | 18 de maio de 2014      | 30 de setembro de 2014 | 20 de outubro de 2014 | 8 de outubro de 2014   |
|            | 7          | 13        | 30 de novembro de 2014 | 18 de fevereiro de 2015 | 28 de abril de 2015    | 28 de abril de 2015   | 28 de abril de 2015    |

## Recepção da crítica
The Mentalist teve recepção geralmente favorável por parte da crítica especializada. Em sua 1ª temporada, com base de 26 avaliações profissionais, alcançou uma pontuação de 65% no Metacritic. Por votos dos usuários do site, atinge uma nota de 8.4, usada para avaliar a recepção do público.